# Ли, Саяна Галсановна
Саяна Галсановна Ли (в девичестве — Цыремпилова, род. 16 мая 1993 года, Чита, Россия) — российская спортсменка, стрелок из лука. Серебряный призер чемпионата мира в помещении в командных соревнованиях (2018). Двукратная чемпионка Европы в помещении в личных и командных соревнованиях (2019). Серебряный призер финала кубка мира в помещении в личных соревнованиях (2018). Победитель, серебряный и двукратный бронзовый призер этапов кубка мира в личных и командных соревнованиях (2017, 2019). Бронзовый призер этапа кубка мира в помещении в личных соревнованиях (2018). Бронзовый призер Всемирной летней универсиады в командных соревнованиях (2017). Бронзовый призер чемпионата мира среди студентов в командных соревнованиях (2016). Двукратный серебряный призер первенства мира в личных и командных соревнованиях (2009).
Чемпионка России (2019), двукратный серебряный (2016, 2018) и двукратный бронзовый (2016, 2017) призер чемпионата России в личных соревнованиях. Трехкратная чемпионка России (2016, 2017, 2019), трехкратный серебряный (2010, 2011, 2018) и бронзовый (2015) призер чемпионата России в командных соревнованиях. Серебряный призер чемпионата России в смешанных командах (микст) (2019). Чемпионка России в помещении (2019), серебряный (2018) и бронзовый (2015) призер чемпионата России в помещении в личных соревнованиях. Трехкратная чемпионка России в помещении (2010, 2011, 2018) и трехкратный серебряный призер чемпионата России в помещении (2015, 2016, 2017) в командных соревнованиях.
Мастер спорта России международного класса (2011).